# Dämmerfarben
Dämmerfarben ist eine ursprünglich deutsche, mittlerweile deutsch-amerikanische Post-Black-Metal-Band, die 2005 unter dem Namen Schattenwindes Dämmerfarben gegründet wurde.

## Geschichte
Im Jahr 2005 wurde die Band als Solo-Projekt von Nostarion ins Leben gerufen. Das erste Demo mit dem Titel Schattenwindes Dämmerfarben wurde 2006 im NatureSound Studio mit Nostarion als alleinigem Musiker aufgenommen. Das Demo umfasste drei Titel: Herbstsonne, Des Herbstes Trauerlied und Schattenwindes Dämmerfarben. Nach der Veröffentlichung wurde der Name der Band auf Dämmerfarben gekürzt. Im Mai 2008 stieß Fergen (damals noch Fergen Grimnir) als Bassist dazu. 2010 nahm die Band den Titel Oktobersturm auf. Der Song erschien auf der Tribut-Compilation Der Wanderer über dem Nebelmeer. Für diesen einen Song wurde das Line-up durch Torturer, zu der Zeit Schlagzeuger bei Belphegor, ergänzt. Für das Debütalbum Im Abendrot wurde der Titel nochmal neu aufgenommen. Das Line-Up wurde durch Christopher von Kerbenok am Schlagzeug komplettiert. In dieser Konstellation wurde das Debütalbum Im Abendrot aufgenommen und 2011 via Northern Silence Productions veröffentlicht. Zum zweiten Album wurden weitere Gast-Musiker integriert: Emma Björling (ebenfalls bei Lyy und Kongero), Magnus Holmström (auch bei Storis & Limpan Band und solo unterwegs) und Martin Wiese (bekannt durch seine Band Enid und das Studio Aurora Musiklabor). Das Album mit dem Titel Herbstpfad kam 2012 via Northern Silence Productions heraus. 2015 wurde die Vinyl-Split Geister des Winters zusammen mit Blaze of Sorrow aus Italien via Talheim Records herausgebracht. Seit Herbst 2015 ist Austin Lunn von Panopticon als Schlagzeuger festes Mitglied der Band.

## Andere Projekte
Alle Bandmitglieder sind in weiteren Bands aktiv. Nostarion ist Multiinstrumentalist bei Dystertid, spielt Violoncello bei der Avantgarde-Black-Metal-Band Vyre, Renaissance-Laute und Violoncello bei Folkearth und Folkodia, Gitarre bei Funeral Procession, Gitarre und Bass bei Ulfsdalir, Violoncello bei Throndt und Keyboard bei Idhafels. Des Weiteren ist er Session-Musiker für die amerikanische Black-Metal-Band Panopticon. Bassist Fergen ist der Hauptinstrumentalist bei Throndt und spielt Gitarre und Bass bei Idhafels. Austin ist Gründer von Panopticon, spielt Schlagzeug bei Throndt und diverse Instrumente bei der amerikanischen Band Seidr.

## Diskografie
als Schattenwindes Dämmerfarben
- 2006: Des Herbstes Trauerhymnen (Demo-CD – Selbstveröffentlichung)

als Dämmerfarben
- 2010: Der Wanderer über dem Nebelmeer (Compilation – Pest Productions, Midnight Records, Prophecy Productions)
- 2011: Im Abendrot (CD – Northern Silence Productions)
- 2012: Herbstpfad (CD – Northern Silence Productions)
- 2015: Geister des Winters (Vinyl-Split – Talheim Records)
- 2018: Im Abendrot (Vinyl – Supreme Chaos Records); Herbstpfad (Vinyl – Supreme Chaos Records)
- 2020: Des Herbstes Trauerhymnen MMXX (CD – Northern Silence Productions)